# 莫列鲁萨
莫列鲁萨，是西班牙加泰罗尼亚莱里达省的一个市镇。 总面积7平方公里，总人口10004人（2001年），人口密度1429人/平方公里。